# Helmut Nitzschke
Helmut Nitzschke (* 14. November 1935 in Berlin; † 14. Januar 2025 ebenda) war ein deutscher Film- und Theaterregisseur sowie Drehbuchautor.

## Leben und Werk
Helmut Nitzschke kam 1935 als Sohn des Filmarchitekten Herbert Nitzschke und der Malerin Ilse Stams-Nitzschke (* 1899) in Berlin zur Welt. Durch seinen Vater, der bei der UFA Produktionen wie … reitet für Deutschland ausstattete, erhielt Helmut Nitzschke bereits als Kind engen Kontakt zum Medium Film.
Nach dem Abitur wurde Nitzschke für ein Physikstudium in die UdSSR delegiert, was er ablehnte. Stattdessen nahm er 1955 ein Regiestudium an der Deutschen Hochschule für Filmkunst Potsdam-Babelsberg auf. 1957 wurde er wegen „politischer Unreife“ vorübergehend vom Studium suspendiert. Nach Abschluss des Studiums erhielt Nitzschke Anfang der 1960er-Jahre eine Anstellung als Regisseur bei der DEFA. Bereits 1962 folgte sein erstes eigenes Spielfilmprojekt mit dem Titel Wind von vorn. Die Dreharbeiten des mit Erwin Geschonneck und Marianne Wünscher in den Hauptrollen prominent besetzten und zum Teil im Gaskombinat Schwarze Pumpe gedrehten Films wurden, nachdem zwei Drittel der Arbeiten abgeschlossen waren, abgebrochen und das Filmmaterial vernichtet. „Verletzung der ästhetischen Normen“ soll die inoffizielle Begründung für den Abbruch gelautet haben.
Nitzschke wurde in der Folgezeit kein eigenes Regieprojekt mehr anvertraut und er arbeitete als Regie-Assistent bei mehreren Fernsehproduktionen. 1965 assistierte er Gerhard Klein bei Berlin um die Ecke. Während der Dreharbeiten erlitt Nitzschke infolge eines Autounfalls schwere Verletzungen, die ihn zu einer monatelangen Pause zwangen. Berlin um die Ecke wurde nach dem 11. Plenums des ZK der SED verboten und erst 1990 uraufgeführt.
1968 gelang es Nitzschke mit dem Kriminalfilm Nebelnacht nach einem Roman von Heiner Rank sein Spielfilmdebüt vorzulegen. Der mit Peter Borgelt, Gunter Schoß und Hans-Peter Minetti besetzte Film spielt gekonnt mit Thrillerelementen. Nitzschke soll aufgrund dieser Arbeit von DEFA-Regiekollegen in Anlehnung an Alfred Hitchcock den Spitznamen „Nitzschcock“ erhalten haben.
Eine Zusammenarbeit mit Helene Weigel für den DEFA-Episodenfilm Aus unserer Zeit verhalf Nitzschke zu einer Inszenierung des Dramenfragments Woyzeck von Georg Büchner am Berliner Ensemble, die ihm einen Kritikerpreis der Berliner Zeitung einbrachte. 1972 realisierte Nitzschke das Filmprojekt Leichensache Zernik seines verstorbenen Mentors Gerhard Klein, das zu einem künstlerischen und kommerziellen Erfolg wurde.
Anschließend wurde Nitzschke mit der Verfilmung von Anna Seghers’ Roman Das Licht auf dem Galgen betraut. Die sechs Millionen Mark teure Produktion wurde mit Unterstützung des kubanischen Filminstituts und internationaler Besetzung gedreht, stand aber vor diversen organisatorischen Problemen. Der Filmjournalist Ralf Schenk hielt in einem biografischen Text über Nitzschke fest: „Ein von Nitzschke besetzter Hauptdarsteller aus der Sowjetunion steht plötzlich nicht mehr zur Verfügung; der Regisseur wird vom sowjetischen Geheimdienst KGB aufgefordert, alle Nachfragen nach ihm unverzüglich einzustellen. Hinzu kommt, dass ein Hurrikan diverse Schauplätze beschädigt.“ Das Presseecho nach der Premiere war überwiegend negativ. Nitzschke erhielt keine weiteren Regieaufträge von der DEFA. Mehrere Stoffideen zerschlugen sich. Für das DDR-Fernsehen drehte er zwei Episoden der populären Krimireihe Polizeiruf 110.
1986 kehrte Nitzschke von einem privaten Aufenthalt in der Bundesrepublik nicht mehr in die DDR zurück. Er wirkte in der Folgezeit bei Synchronarbeiten mit und arbeitete am Aalto-Theater in Essen sowie am Prinzregententheater in München. Einen weiteren Spielfilm realisierte Nitzschke nicht.
Helmut Nitzschke war in erster Ehe mit der Schauspielerin Ursula Werner verheiratet. Von 1977 bis zu seinem Tod war er mit der Schauspielerin Heidemarie Wenzel liiert. Ab 1998 lebte er wieder in Berlin. Er starb im Januar 2025 im Alter von 89 Jahren.

## Filmografie (Auswahl)
- 1962: Wind von vorn (unvollendet, gedrehtes Filmmaterial gilt als vernichtet)
- 1965: Berlin um die Ecke (Regieassistenz; Verbotsfilm, erst 1990 uraufgeführt)
- 1968: Nebelnacht
- 1969: Aus unserer Zeit – Episode 1: Die zwei Söhne
- 1972: Leichensache Zernik
- 1976: Das Licht auf dem Galgen
- 1980: Polizeiruf 110: Der Einzelgänger
- 1981: Polizeiruf 110: Harmloser Anfang